# Журавліхинська сільська рада
Журавлі́хинська сільська рада (рос. Журавлихинский сельский совет) — сільське поселення у складі Первомайського району Алтайського краю Росії.
Адміністративний центр — село Журавліха.

## Населення
Населення — 1014 осіб (2019; 1075 в 2010, 1144 у 2002).

## Склад
До складу сільської ради входять:
| Населений пункт | Населення, осіб (2002) | Населення, осіб (2010) |
| --------------- | ---------------------- | ---------------------- |
| Журавліха, село | 993                    | 960                    |
| Таловка, село   | 151                    | 115                    |